# Christina Hart
Christina Hart (* 21. Juli 1949 in Lock Haven, Pennsylvania) ist eine US-amerikanische Schauspielerin.

## Leben
Hart begann ihre Karriere 1969 mit einer der Hauptrollen in der in 3D produzierten Sexkomödie Die Girls vom Jumbo-Jet. Zwei Jahre später war sie in einer kleinen Nebenrolle an der Seite von Richard Thomas und Richard Crenna in James Goldstones Drama Red Sky at Morning zu sehen. Als Jana stellte sie in Don Siegels Actionfilm Der große Coup eine weitere untergeordnete Nebenrolle dar. Es folgten einige wenige weitere Spielfilmrollen; ihre bekannteste Rolle spielte sie jedoch im 1976 entstandenen Fernsehfilm Helter Skelter – Die Nacht der langen Messer, in dem sie Patricia Krenwinkel darstellte.
Insbesondere in den 1970er Jahren war sie ein vielbeschäftigter Gaststar US-amerikanischer Fernsehserien, sie trat unter anderem in Drei Engel für Charlie, Die Straßen von San Francisco, Hawaii Fünf-Null und Der unglaubliche Hulk auf. Ab Mitte der 1980er Jahre wurden ihre Auftritte seltener; ihre letzte Rolle hatte sie 1989 in einer Folge der Krimiserie Mord ist ihr Hobby.
Hart war bis zu dessen Tod im Jahr 2018 40 Jahre mit dem Schauspieler Frank Doubleday verheiratet, aus der Ehe gingen die beiden Töchter Portia Doubleday und Kaitlin Doubleday hervor.

## Filmografie (Auswahl)

### Serien
- 1972: Der Chef (Ironside)
- 1974: Petrocelli
- 1975: Männerwirtschaft (The Odd Couple)
- 1976: Drei Engel für Charlie (Charlie’s Angels, Folge 1x05)
- 1976: Helter Skelter – Die Nacht der langen Messer (Helter Skelter)
- 1976, 1978: Barnaby Jones (2 Folgen)
- 1977: Der Sechs-Millionen-Dollar-Mann (The Six Million Dollar Man)
- 1977: Die Straßen von San Francisco (The Streets of San Francisco)
- 1977: Hawaii Fünf-Null (Hawaii Five-0)
- 1979: Der unglaubliche Hulk (The Incredible Hulk)
- 1981: Love Boat (The Love Boat)
- 1981: Der Denver-Clan (Dynasty)
- 1982: CHiPs
- 1982: Simon & Simon
- 1985: Airwolf
- 1989: Mord ist ihr Hobby (Murder, She Wrote)

### Filme
- 1969: Die Girls vom Jumbo-Jet (The Stewardesses)
- 1973: Aus der Hölle gespuckt (The Mad Bomber)
- 1973: Der große Coup (Charley Varrick)
- 1974: Sex Play
- 1975: Feuerwolke (Johnny Firecloud)
- 1978: Das Teufelscamp (Mean Dog Blue)